# Zuzana Leharová

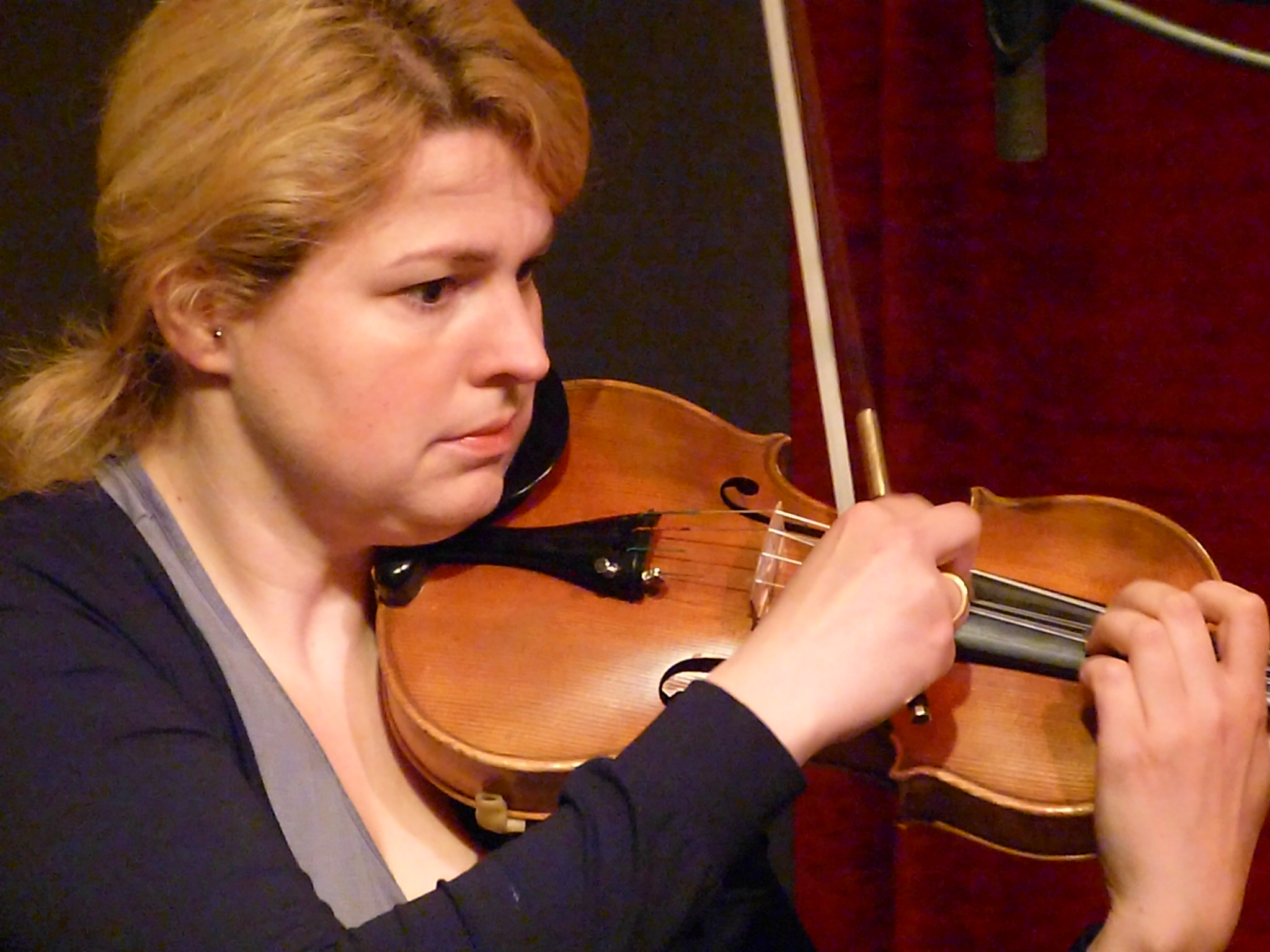
Zuzana Leharová-Pottmeier bei einem Auftritt im Loft, 2016

Zuzana Leharová-Pottmeier (* 1. Dezember 1982 in Považská Bystrica) ist eine slowakische Jazzmusikerin  (Violine, Komposition).

## Leben und Wirken
Zuzana Leharová, die ab dem Alter von fünf Jahren in Tirol aufwuchs, erhielt ab dem Alter von acht Jahren Unterricht auf der Geige, später auch Klavierunterricht. Sie studierte im Rahmen eines „Vorstudiums“ bis 2002 am Tiroler Landeskonservatorium bei Brigitte Themessl  klassische Violine, um anschließend am Conservatorium van Amsterdam, in Maastricht und an der Hochschule für Musik und Tanz Köln Jazzvioline bei Michael Gustorff, Claudius Valk sowie Dieter Manderscheid und Sebastian Gramss zu studieren; 2010 schloss sie dort ihr Studium mit dem Diplom ab.
In Köln arbeitet sie seit 2008 in verschiedenen Jazz- und Improvisations-Projekten, u. a. mit Raimund Kroboths tabadoul orchestra (world wide wahab, 2011), dem Multiple Joyce Orchestra (2011), DuckTapeTicket, Urbanic Cycles, gRoBA, Ensemble 66, Comin’ & Going, außerdem mit Musikern wie Angelika Sheridan, Annette Maye, Carl Ludwig Hübsch, Carolin Pook, Bodek Janke, Niels Klein, Simon Rummel und Peter Giron. Sie spielt ab Anfang der 2010er Jahre im Quartett phase: vier (mit Filippa Gojo, Elisabeth Coudoux, Svenja Doeinck), und leitet das Zuzana Leharová Quartett, mit zunächst Constantin Krahmer (Piano), Florian Herzog (Kontrabass) und Nils Tegen (Schlagzeug). 2012 tourte sie mit John Betsch und dessen Society. Weiterhin tritt sie mit dem Fuchsthone Orchestra von Christina Fuchs/Caroline Thon sowie (in der Show von Jan Böhmermann) mit dem Rundfunk-Tanzorchester Ehrenfeld auf. Sie unterrichtet an der Offenen Jazz Haus Schule in Köln.

## Diskographische Hinweise
- East Drive: Savka i Griška feat. Tamara Lukasheva (Dreyer Gaido Musikproduktionen, 2016)
- phase : : vier: Balkongeflüster (Klaeng Records, 2017, mit Elisabeth Coudoux, Svenja Doeinck, Filippa Gojo, sowie Antoine Duijkers)
- Joscha Oetz: Urban Cycles (Klaeng Records, 2017, Theresia Philipp, Niels Klein, Leonhard Huhn, Elisabeth Coudoux, Laura Robles, Nils Tegen, Danny Schröteler)
- Knochenmann (Double Moon Records, 2020, mit Constantin Krahmer, Joscha Oetz, Nils Tegen sowie Bastian Stein)[3]